# Scott Austin
Scott Whiting Austin (* 10. März 1953; † 19. Dezember 2014 in College Station, Texas) war ein US-amerikanischer Philosophiehistoriker.
Nach dem B.A. an der Yale University im Jahre 1974 erlangte Austin den Ph.D. 1979 an der University of Texas at Austin mit der Dissertation The method of Parmenides. Er lehrte zunächst an der Boston University und dann seit 1988 26 Jahre lang im Department of Philosophy der Texas A&M University. Er war Visiting Fellow im Princeton University Philosophy Department (1999) und der Clare Hall in der University of Cambridge (2004–2005). Er hatte eine Fulbright Fellowship inne und erhielt verschiedene Auszeichnungen für die akademische Lehre und die akademische Selbstverwaltung. Im Jahr 2010 absolvierte er Gastprofessuren an der Renmin University of China in Beijing und an der Universität Szeged in Ungarn.   
Austin beschäftigte sich hauptsächlich mit Parmenides und dem Vergleich vorsokratischer Philosophie mit chinesischer Philosophie (mit Lao-Tse und dem Tao).

## Schriften (Auswahl)
- Parmenides: Being, Bounds, and Logic. Yale University Press, 1986.
- Parmenides, Double-Negation, and Dialectic. In: Victor Caston, Daniel W. Graham (Hrsg.), Presocratic Philosophy: Essays in Honour of Alexander Mourelatos. Routledge, London and New York 2002, 95–100.
- Parmenides and the History of Dialectic. Three Essays. Parmenides Publishing, 2007.
- Heraclitus, Parmenides, Lao–Tzu, and the Unity of All Things. In: Organon 42, 2010, 25–30, PDF.
- Tao and Trinity: Notes on Self-Reference and the Unity of Opposites in Philosophy. Palgrave Macmillan US, 2014.